# Бумажное моделирование

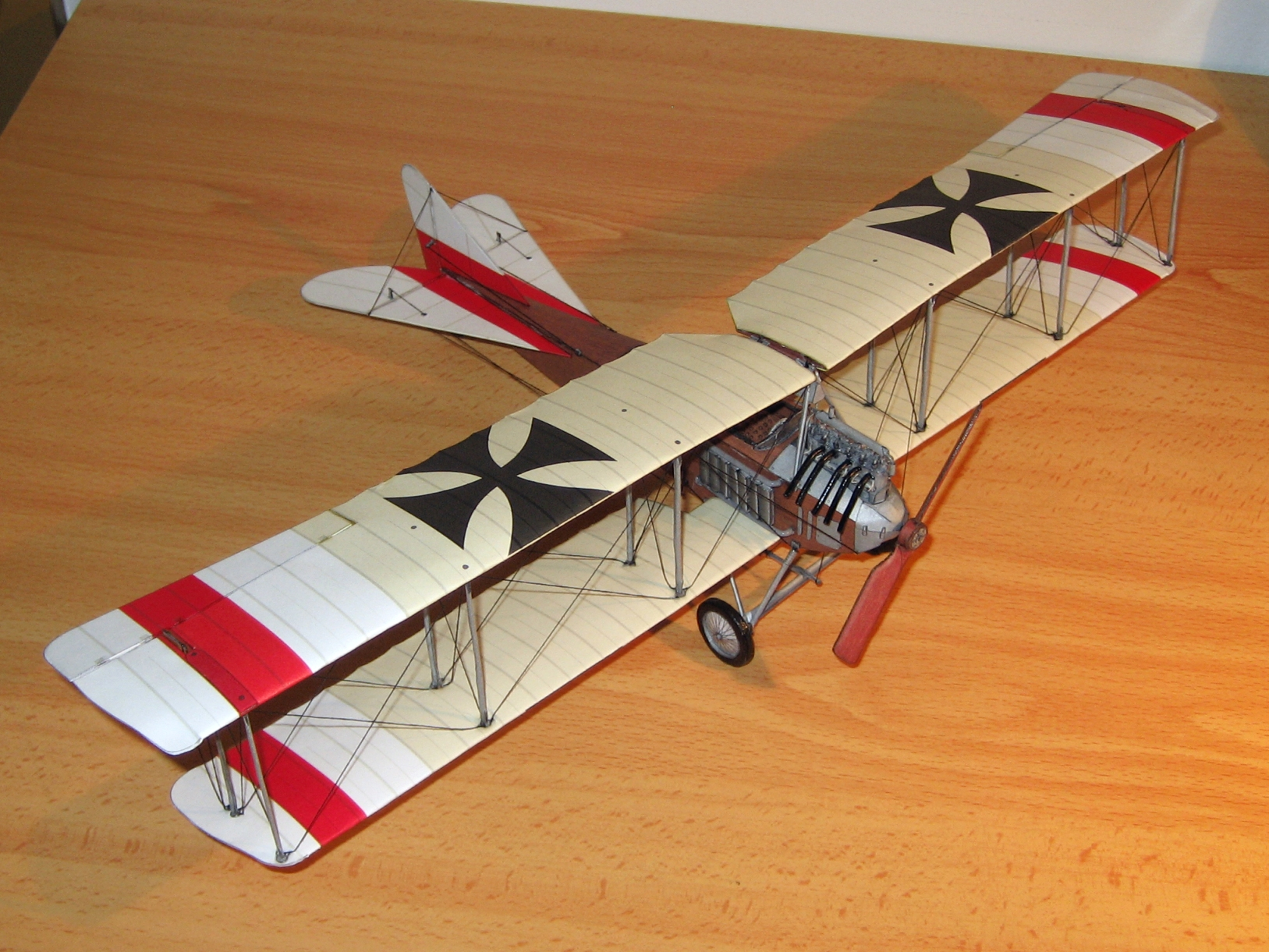
Бумажная модель самолёта

Бумажное моделирование — создание и изготовление бумажных образов (моделей) геометрических тел, рукотворных и нерукотворных предметов, живых (или воображаемых, сказочных) существ из бумаги и/или картона. Весьма широко распространено как вид деятельного отдыха, занятий по увлечениям, трудового воспитания и обучения.

## Создание моделей
Удачная модель с одной стороны достаточно проста для изготовления и повторения, с другой — хорошо узнаваема, напоминает исходный предмет (существо или наиболее яркие и узнаваемые их черты), который моделируют, достаточно удобна и долговечна в использовании и т. п.
На ряд моделей (особенно предметов техники) часто дополнительно накладывается требование сохранения пропорций моделируемого предмета, соответствие раскраски исходному образцу и т. п.
В серийных (предназначенных для широкого распространения) моделях необходимо также учесть ограничения и особенности производства, стоимости материалов, безопасности их последующего применения, экологичности и утилизации (когда модель больше уже не нужна).
Удовлетворение разумного сочетания столь разнородных ограничений требует хорошего знания предметной области, художественных дарований, технологий работы с бумагой и приближается по своему содержанию к искусству.

## Изготовление моделей
Большинство увлекающихся моделированием людей начинают свои занятия с изготовления моделей по готовым выкройкам или даже из наборов готовых деталей.
Это даёт возможность постепенно познакомиться с наиболее распространёнными и отработанными приёмами и решениями моделирования, освоить их и на основе этого, при наличии желания и способностей, пробовать уже создавать разновидности известных, а затем и полностью собственные модели.
Для изготовления моделей из типовых наборов необходимо освоить основы чтения чертежа. Сборка модели требует и тренирует определённую целеустремлённость, усидчивость, внимательность. При этом естественное чередование согласованных движений рук и ума предупреждает местные перенапряжения и связанные с ним потерю интереса к учёбе и т. п. (что характерно для «обычной» исключительно теоретической учёбы).
Многие в будущем известные конструкторы и инженеры начинали своё знакомство с наукой и техникой с кружков моделирования. Среди них — академики А. С. Яковлев, С. П. Королёв и другие. В автомобильной и авиационной инженерии распространена практика, когда сперва создают модели будущей техники и уже затем изготавливают полноразмерный предмет.

### Используемая бумага
Используется бумага самых разных видов: от папиросной бумаги, до плотного ватмана. С односторонней или с двухсторонней окраской, однотонной или более сложной.
Многие модели поставляются в виде готовых наборов с напечатанными выкройками (деталями), которые остаётся только вырезать и склеить. Но можно также собрать модель самостоятельно.
На данный момент список материалов для моделирования намного вырос. Есть бумага хорошего качества различной плотности. От 90 до 300 г/м.

### Направления моделирования
Из бумаги можно сделать модель едва ли не любого предмета или существа, но чаще всего создаются модели:
- зданий и других архитектурных сооружений (например, мостов);
- кораблей, самолётов, вертолётов, и другой военной и гражданской техники,
- геометрических тел (преимущественно симметричных: Платоновы и Архимедовы тела, Звёздчатые многогранники)
- несколько реже делаются бумажные образы (модели) людей, животных, растений, насекомых, кукол, роботов, сказочных персонажей и т. п.

При этом увлечения существенно зависят от личных интересов, пола, возраста, природного и культурно-информационного окружения. Так, у девушек интерес к моделированию военных самолётов и боевых кораблей обычно заметно уступает изготовлению моделей кукол, цветов, красивых многогранников, паркетов из бумаги и т. п.
Здания популярны, вероятнее всего потому, что для них легче всего разработать комплект выкроек и они очень хорошо воплощаются в бумаге, и ещё потому, что архитектура первостепенно заняла место в жизни человека, где архитекторы моделировали здание из бумаги, а после воплощали его в камне или других материалах. Но популярны и модели самолётов, кораблей и другой техники, не менее макетов зданий для большинства моделистов, а здания дополняют пространство при создании диорам в совокупности с техническими моделями.

### Плоское и объёмное моделирование
Бумажные модели бывают плоские (контурные) и объёмные.
- Контурная модель представляет собой вид моделируемого объекта сбоку, снабжённый подставкой для придания модели устойчивости. Это технологически самая простая разновидность моделей.
- Объемная модель представляет собой трехмерную копию объекта. Плоскую бумажную выкройку сгибают по прямым линиям, а также в конусы и цилиндры. Поверхности двойной кривизны получают с помощью шпаклёвки, техники папье-маше, применения отдельных деталей из дерева и пластмассы[источник не указан 4008 дней].

## История

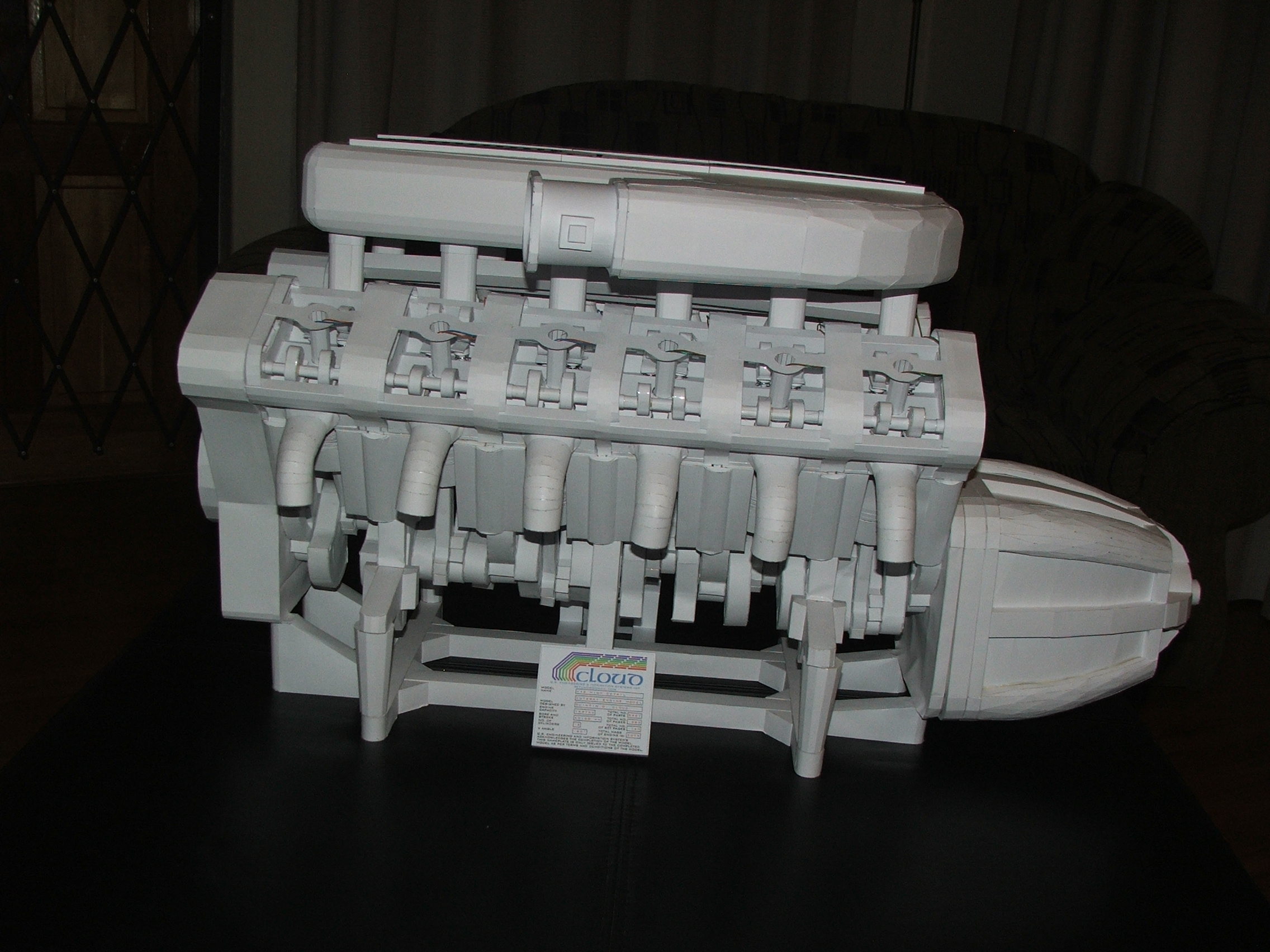
Бумажная модель двигателя V12

Многие исследователи этого вопроса полагают, что моделирование из бумаги является самым древним способом моделирования, но это не совсем верно. Самые первые «модели» начали изготовлять ещё первобытные племена, используя подручные материалы дерево, камень, глину и песок. Бумага появилась намного позже, и изначально была настолько дорога, что использовали её только по прямому назначению — для написания текстов. Время появления первой бумаги до сих пор вызывает споры в учёном мире, некоторые исследователи связывают момент её появления со вторым веком до нашей эры, так как нечто похожее на бумагу было найдено во втором веке до нашей эры в одной из гробниц Китая. Другие учёные называют более поздние даты, II—VI века нашей эры. В то же время все исследователи данного вопроса сходятся в том, что бумага пришла к нам с Востока из Китая, Кореи, Средней Азии. Считается, что первый цех по изготовлению бумаги был построен в Самарканде пленными китайцами в VII веке. В Европе бумага появилась намного позже в XI—XII веках. История появления и развития бумажного производства идёт рука об руку с историей бумажного моделирования.
Первые бумажные модели появились во Франции в XV веке, вместе с появлением технологии серийной печати. Первые картинки вырезались в форме квадратов и наклеивались на кубики для обучения детей. Примерно в то же время у художников появляется такой вид создания портрета, как вырезание профиля заказчика из бумаги, обработанной специальным образом. Позже, это направление в искусстве получило название «выцинанка», а вырезанные профили назвали «выцинанками». Не чурались его и именитые художники, например, — Илья Репин. Это не требовало таких расходных материалов, как краски и холст и широко распространилось в народе. На сегодняшний день, в Москве, на старом Арбате, можно встретить уличных мастеров, предлагающих за две-три минуты вырезать профиль любого желающего.
Для семьи Романовых, именно для дочерей и сына Николая II изготавливали разные модели зданий и техники, а также фигурок людей и животных, с применением тиснения бумаги и покрытием из благородных металлов, золота и серебра, расписанных вручную, естественно бумажные модели были уже не плоскими, а трёхмерными и восхищающие своим великолепием. Так же модели из бумаги, здания, корабли и другую технику, фигурки людей и животных, изготавливали и изготавливают для разных до и по ныне существующих княжеских, королевских, императорских и иных монарших домов со всего мира.
Появление в начале XX века моделей из пластмассы, железа и дерева, нанесло сильный удар по бумажному моделированию. Тем не менее, в XXI веке бумажные модели являются более доступными и простыми в изготовление, чем их собратья из более твёрдых материалов, а также и очень дорогими и ценными для коллекционеров, если это ручная работа и выполнена в единственном экземпляре. Вопреки первому впечатлению, модели из бумаги имеют большую прочность. Бумага сложенная особым образом приобретает свойства крепкого материала. Детали из бумаги можно многократно копировать самостоятельно в домашних условиях, чего не сделаешь с пластмассой.

## Технология создания
Основные необходимые для бумажного моделирования инструменты:
- металлическая линейка
- ножницы для картона
- ножницы прямые и закругленные разных размеров
- пинцеты с широкими и узкими губками
- нож для фигурной резки по бумаге
- циркульный нож
- нож для деревянных деталей, расшивки стыков обшивки и так далее
- шила разных размеров (используются в том числе для нанесения клея на мелкие детали, а также удержания собираемых деталей)
- шило с затупленным кончиком для имитации заклёпок и т. п.
- оправки различных диаметров для выклейки цилиндрических деталей
- транспортир (он же используется как маленькая линейка для разметки мест подгиба)
- алюминиевая пластина (наковальня для выравнивания проволоки и её резки)
- надфили разных размеров и сечения
- наждачная бумага
- иголки